# マチンガ
マチンガはマラウイのマチンガ県の町である。は2006年の統計で、人口1300人のごく小さい都市である。

## 出身者
- バキリ・ムルジ 政治家（元マラウイ大統領）